# Paraepepeotes guttatus
Paraepepeotes guttatus là một loài bọ cánh cứng trong họ Cerambycidae.